# Mozaikbagoly
A mozaikbagoly (Idia calvaria) a rovarok (Insecta) osztályának a lepkék (Lepidoptera) rendjéhez, ezen belül a bagolylepkefélék (Noctuidae) családjához tartozó faj.

## Elterjedése
Észak- és Kelet-Közép-Európában, a Földközi-tenger medencéjében, Közép-Franciaországban, Törökországban, a Kaukázusban és Kis-Ázsiában elterjedt, elsősorban erdőkben, folyóvölgyekben és parkokban. Németországban veszélyeztetett faj, a kihalás fenyegeti.

## Megjelenése
- lepke: szárnyfesztávolsága: 24–34 mm, az első szárnyak színe barna, fekete és szürke-fehér hullámos vonalakkal. A szárnyak felső szélén sárga, vagy sárgás-barna folttal. A hátsó szárnyak szürkék, világos, fényes vízszintes vonallal, ritkább, homályos vonalakkal mintázottak.
- pete: gömbölyű, eleinte fehér és kikelés előtt sárgás árnyalatú
- lárva: kezdetben üveges áttetsző, a kifejlett hernyó barnás-lila, és fekete párba rendezett pontokat visel minden szegmensében.
- báb: sárgás-barna, az alja sötét.

## Életmódja
- nemzedék: egy nemzedékes faj, június végétől szeptember elejéig rajzik.  Délen néha előfordulhat egy második nemzedék, de akkor a lepkék sokkal kisebbek, mint az első nemzedéknél.
- hernyók tápnövényei: a lombhullató fák,  a nyárfa (Populus), fűz (Salix) és az alacsony növények, mint a sóska (Rumex). Az aszott, száraz, vagy a rothadó leveleken élnek, egy levélkupac közepén kolóniában, ahol a hő és a bomló réteg alakult ki, ott gubóznak be.

## Fordítás
- Ez a szócikk részben vagy egészben  a   Dunkelbraune Spannereule című német Wikipédia-szócikk fordításán alapul.  Az eredeti cikk szerkesztőit annak laptörténete sorolja fel. Ez a jelzés csupán a megfogalmazás eredetét és a szerzői jogokat jelzi, nem szolgál a cikkben szereplő információk forrásmegjelöléseként.